# (28176) 1998 VV43
(28176) 1998 VV43 est un astéroïde de la ceinture principale d'astéroïdes découvert en 1998.

## Description
(28176) 1998 VV43 a été découvert le 15 novembre 1998 à l'observatoire de Kitt Peak, situé dans l'Arizona (États-Unis), par le projet Spacewatch de l’université de l'Arizona.

### Caractéristiques orbitales
L'orbite de cet astéroïde est caractérisée par un demi-grand axe de 2,35 UA, un périhélie de 1,79 UA, une excentricité de 0,24 et une inclinaison de 1,97° par rapport à l'écliptique. Du fait de ces caractéristiques, à savoir un demi-grand axe compris entre 2 et 3,2 UA et un périhélie supérieur à 1,666 UA, il est classé, selon la JPL Small-Body Database, comme objet de la ceinture principale d'astéroïdes.

### Caractéristiques physiques
(28176) 1998 VV43 a une magnitude absolue (H) de 16,9 et un albédo estimé à 0,284.